# El Gamaliya
El Gamaliya (Ägyptisch-Arabisch الجماليه; arabisch الجمالية, DMG al-Ǧamālīya) ist eine Stadt im ägyptischen Gouvernement ad-Daqahliyya mit 101.302 Einwohnern (Stand: 2023) und einer Fläche von 18,5 Quadratkilometern, die 11 m über dem Meeresspiegel liegt.

## Bevölkerung
Von 1996 bis 2023 stieg die Bevölkerung um 72 Prozent von 58.673 auf 101.302 Menschen an.
| Jahr | Einwohner |
| ---- | --------- |
| 1996 | 058.673   |
| 2006 | 063.894   |
| 2018 | 091.364   |
| 2023 | 101.302   |

## Wirtschaft
El Gamaliya liegt am Manzala-See, auf dem Fischerei betrieben wird. Aus den vier Orten El Gamaliya, El-Kabouty im Gouvernement Bur Saʿid, Gheit Elnasara im Gouvernement Dumyat und El-Matarya kommen 21 Prozent der Fischer am See.